# Keith H. Basso
Keith Hamilton Basso (15 de marzo de 1940 - 4 de agosto de 2013) fue un antropólogo cultural con la especialidad en lingüística, destacando su estudio de los apaches occidentales, especialmente los de la comunidad de Cibecue, Arizona. Basso fue profesor emérito de antropología en la Universidad de Nuevo México y anteriormente enseñó en la Universidad de Arizona y la Universidad de Yale.
Después de estudiar primero la cultura Apache en 1959, Basso completó una licenciatura en la Universidad de Harvard (BA, 1962) y obtuvo el doctorado en la Universidad de Stanford (Ph.D., 1967). Era hijo del novelista Hamilton Basso.
Basso fue galardonado con el Premio Victor Turner a la Escritura Etnográfica en 1997 por su obra etnográfíca, Wisdom Sits in Places: Landscape and Language Among the Western Apache. Su trabajo también ganó en 1996 el premio Western States Book en no ficción creativa.
Basso murió de cáncer el 4 de agosto de 2013, a la edad de 73 años, en Phoenix, Arizona.